# Walteriella apicalis
Walteriella apicalis is een keversoort uit de familie soldaatjes (Cantharidae). De wetenschappelijke naam van de soort werd in 1949 gepubliceerd door Maurice Pic.